# 中国人排斥法

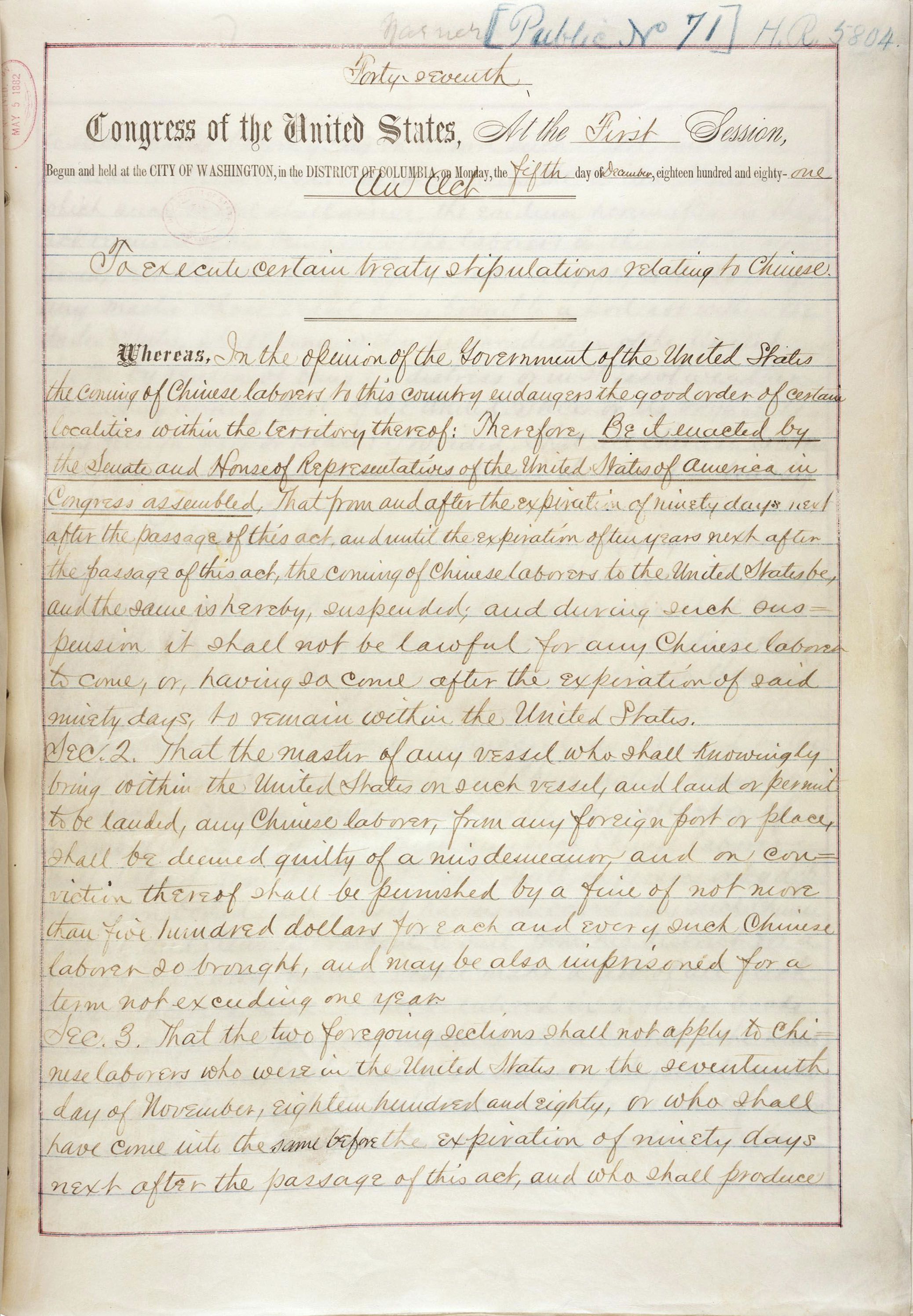
『中国人排斥法』の原文の第1ページ目

『中国人排斥法』（ちゅうごくじんはいせきほう、Chinese Exclusion Act）とは、米国大統領チェスターが1882年5月6日で調印した法律であり、アメリカ全国にも通用する連邦法の分類に属した。具体的な内容は、アメリカ政府は10年間にわたって中国人の労働者や移民が米国への流入を完全に禁止し、中国系アメリカ人が米国での移住自由・職業自由も厳しく制限する。
中国語では『排華法案』と訳され、日本語では『中国人排除法』『中国人移民制限法』などにも訳される。

## 概要
『中国人排斥法』は、アメリカ史上最も厳しい法律の1つとされ、「自由移民の概念に反するもの」と見なされていた。しかし、厳格な法律でありながらも、アメリカの政治界・宗教界・商業界と深く関わる中国人の外交官、企業家、教師、宣教師などは例外として認められていた。
この法律は「特定の民族集団全体を移民禁止とする」代表的なものであり、アメリカ国内にとどまらず、20世紀における最も有名な「人種差別を公式に認めた法律」であった。
1868年、アメリカ合衆国と中国の清王朝の間で『バーリングゲーム条約』が締結され、両国間の自由な移民が認められた。しかし、中国人移民は自らの意思で低賃金の過酷な労働を引き受け続けたため、アメリカの企業は労働環境への要求が高い白人を雇わなくなり、白人の労働者の生活水準は急速に低下していった。特に中国に近いアメリカ西海岸、カリフォルニア州では、中国人への反感が強まり、徐々に憎悪へと変わっていった。
1880年には『米中続修条約』が結ばれ、『バーリングゲーム条約』の一部が改訂され、中国からの移民を一時的に制限することが認められた。そして1882年、『中国人排斥法』が制定された。当初、この法律の適用期間は10年間とされていたが、1892年の『ゲアリー法』によってさらに強化され、1902年には中国人の入国が永久的に禁止された。これにより、米国で影響力の少ない学生、商人、旅行者までもが対象となり、その影響は広範囲に及んだ。
しかし、1898年にアメリカ最高裁判所は「アメリカ対ウォン・キム・アーク事件」において、「中国人移民がアメリカ本土で産んだ子供、その子供がさらにアメリカで子をもうけた場合、その孫はすでに完全なアメリカ人であり、中国人とは見なされないため、市民権を平等に与えられるべきである」との判決を下した。
その後、1943年12月17日に『マグヌソン法』が成立し、中国人排斥法は正式に廃止された。これにより、毎年105人の中国人移民がアメリカに入国できるようになり、1952年の『移民国籍法』で中国人に対する人種差別的な入国制限が撤廃された。さらに、1965年の『移民国籍法』の改正案により、国別の移民割当制度が廃止され、中国人移民への制限はほぼ無くなった。

## 背景
| 年              | 人数   |
| --------------- | ------ |
| 1820年 - 1830年 | 3      |
| 1831年 - 1840年 | 8      |
| 1841年 - 1850年 | 35     |
| 1851年 - 1860年 | 41397  |
| 1861年 - 1870年 | 64301  |
| 1871年 - 1880年 | 123201 |
| 1881年 - 1890年 | 61711  |
| 1891年 - 1900年 | 14799  |
| 1901年 - 1910年 | 20605  |
| 1911年 - 1920年 | 21278  |
| 1921年 - 1930年 | 29907  |
| 1931年 - 1940年 | 4928   |
| 1941年 - 1950年 | 16709  |
| 1951年 - 1960年 | 9657   |
| 1961年 - 1970年 | 96062  |

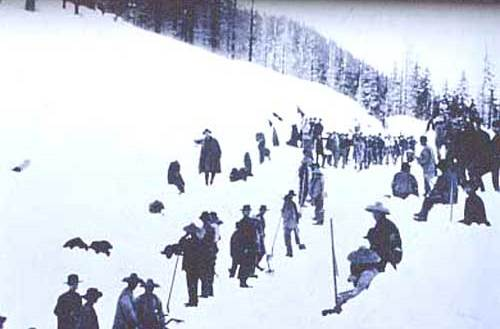
大陸横断鉄道を建設する中国人移民労働者

中国人による初の大規模な移住は、1848年から1855年にかけてのカリフォルニア・ゴールドラッシュに始まり、その後も大陸横断鉄道の建設などを受け続行。金が豊富にあったゴールドラッシュの初期段階において、中国人は余り受け入れられなかったにしても許容範囲にあった。金が枯渇し競争が激しくなると、中国人と、アイルランド人などその他の移民労働者との対立が表面化することとなる。
しかし1850年代初頭の時点では、州財政の赤字を埋める助けとなる程豊富な税収をもたらしていたため、移民から中国人労働者を排除する考えには抵抗があった。だが同年代の終わりに近付くにしたがい財政事情は好転し、州レベルでの中国人排除に成功。1858年には州議会が「中国人かモンゴロイド人種の」いかなる入国をも違法とする法律を可決するが、同法は1862年州最高裁判所から意見が付き却下されることとなる。
南北戦争が終結した1870年までには不況のため、ジョン・ビグラーカリフォルニア州知事のみならず、労働組合指導者のデニス・カーニーやカーニー率いるカリフォルニア労働者党により反中感情が政治化し、両者は賃金水準を押し下げる存在として中国人苦力を槍玉に挙げてゆく。
その結果、中国人鉱夫に対する差別課税が施行され、労働組合からも中国人が排除された。かくして中国人に対する嫌悪が一般にも広まったものの、一部資本家、経営者の中には、経済的な要因に基づき排除に抗した者もいた。
中国人移民労働者はほとんどが健康な成人男子であったため、安価な労働力を供給する一方、学校や病院など公共施設を利用しなかった。時が経つに連れより多くの中国人移民がカリフォルニアに流入すると、ロサンゼルスのような都市において暴力事件が多発。
1878年までには議会が中国人を排除する法律を可決するも、ラザフォード・ヘイズ大統領がバーリンゲーム条約を盾に拒否権を発動することとなる。カリフォルニア州は1879年、何人が州内への居住を許されるか決め、中国人が企業や地方自治体で働くことを禁ずる、新たな憲法を採択するに至った。
1882年に中国人排斥法が可決されると、後に違憲判断が下される各種法案を通してゆく。これにより、ほとんどの中国人家族は国内に留まるか、帰国するかでジレンマに直面。

## 内容

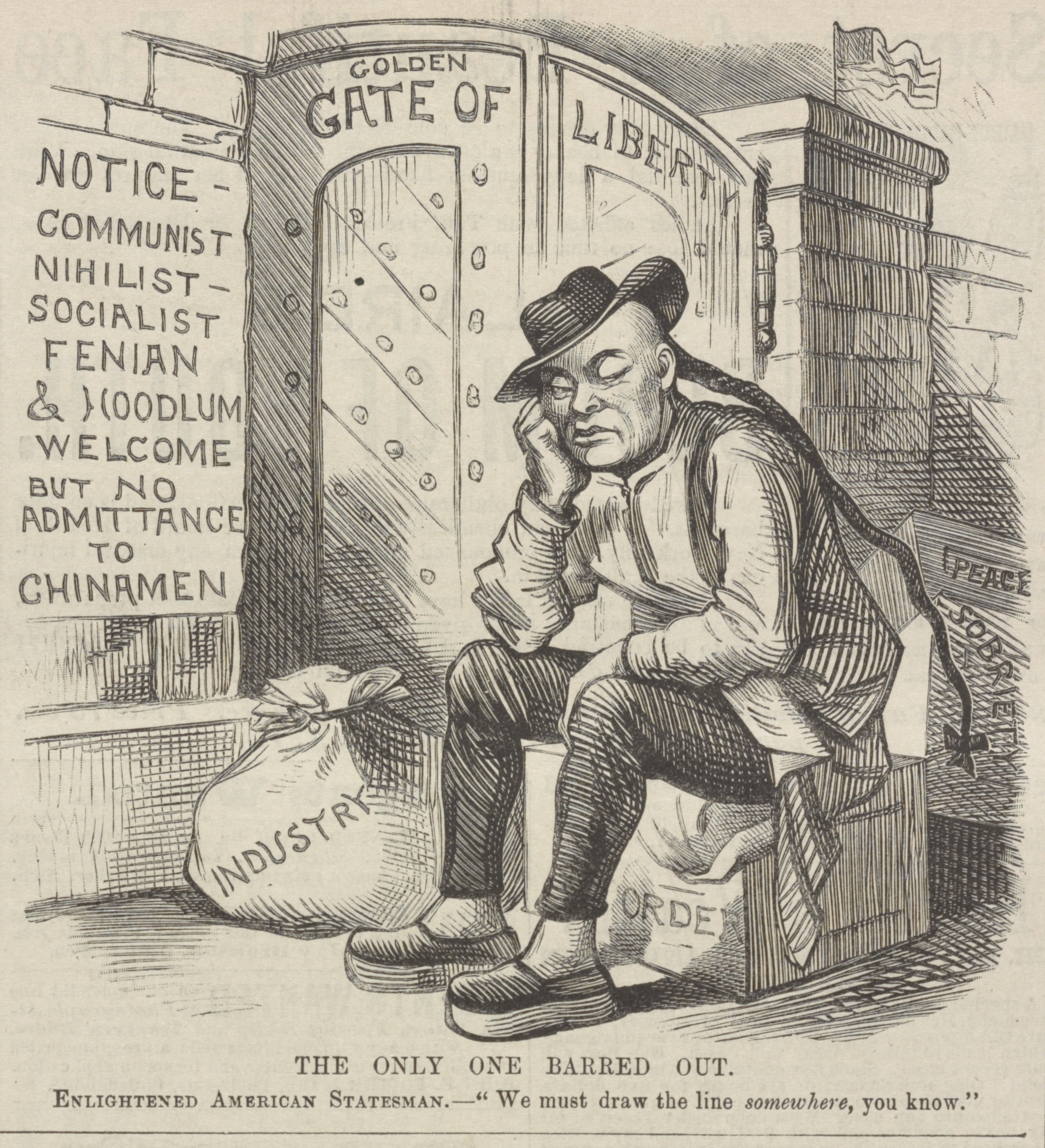
「自由の黄金橋」（ゴールデンゲートブリッジの捩りか）への入国を禁じられた中国人男性を描いた1882年の政治風刺画。「ご存知の通り、我々は『何処かで』線を引かなければならない」とのキャプションが見える

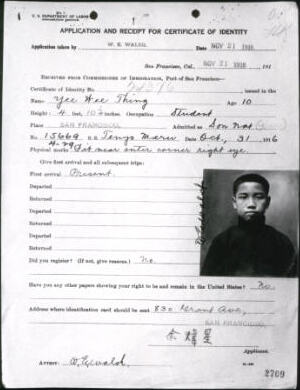
1916年11月21日に発行された身分証明書。中国から合衆国に移住するために必要とされた

特定の地域における良好な治安を危険に晒したことを前提として、特定民族の労働者集団の入国を初めて禁止する法律であった（1875年ペイジ法はアジア人の強制労働移民や売春を、1870年帰化法では白人とアフリカ系以外の帰化をそれぞれ禁じてはいたが）。熟練及び非熟練労働者を排除した（商人や留学生、旅回り人は適用除外）他、鉱山での雇用を禁じており、入国に関しては懲役刑や国外追放処分付きで10年間制限することとなる。
入国しようとする少数の非労働者には、中国政府から移民資格証明書を得るよう求めたが、非労働者であることを証明するのが次第に難しくなった。「熟練及び非熟練労働者や鉱山での雇用」を条件としていたためである。したがって、同法の下で入国が成った中国人は非常に少ない。
既に合衆国内に定住していたアジア系住民にも影響が及んだ。合衆国を離れた中国人は再入国資格証明書を手に入れなければならなかったが、市民権から排除されていたため永久に外国人としての扱いを余儀無くされた。法案可決以後、合衆国内の中国人男性は妻と再会したり、新たな家庭を築く機会がほとんど無くなる。
1884年の改正により、かつての移民の帰国や再入国が事実上不可能となった他、出身国に関係無く中国人の血を引く者にまで適用範囲が拡大した。1888年にはスコット法が施行され、中国人排斥法施行以後に帰国した場合の再入国を禁止することとなる。スコット法は最高裁判所が「外国人排除の権限は、憲法により委任されたこれらの主権を有する権限の一部として、合衆国政府に属する付帯権利である」と明言。
1892年、ゲーリー法により再度10年間更新され、1902年に恒久化するに至った。その際、どの中国人も居住資格証明書の登録と取得が求められ、資格証明書が無ければ国外追放処分に付せられることとなる。1882年から1905年にかけ、申し立てやヘイビアス・コーパスを通じて一万人程度の中国人が連邦裁判所により、移住の見送りを余儀無くされた。
なお、裁判所は申し立て人寄りの判断（要するに中国人の事実上の国外追放）をすることがほとんどで、偏見や怠慢の場合を除き、これらの申し立ては1894年に議会が可決した法律によって禁じられてゆく。最高裁判所が移住許可の最終的な権限を担うのは、港湾調査官や商務省と再度述べたためである。また港湾での入国拒否は法手続きを求めず、法的には陸上を跨ぐ形での入国拒否に相当するとした。

## 廃止と現在の地位
中国人排斥法は1943年マグヌソン法により廃止。当時は第二次世界大戦の最中にあり、中国は枢軸国日本に対し合衆国と同盟関係にあったためである。マグヌソン法により、既に国内に居住している中国人は帰化が可能となったため、国外追放の恐れから解放。年間105名の中国人移民が割り当てられるも、大規模な移住は1965年国籍法まで起こらなかった。
カリフォルニア州では、排除が1943年に廃止されたという事実にもかかわらず、中国人が白人と結婚することを禁ずる法律が、1948年まで撤回されなかった。なお他州（特に南部諸州）では同様の法律が、連邦最高裁判所が反混血法を違憲とした1967年まで存在した。
現在でさえ憲法の全条文で無効とされてはいるが、合衆国法典第8条第7章は「中国人の排除」から始まっている。第8条（外国人及び国籍）における15章のうち、特定の国民や民族集団に焦点を当てた唯一の章である。

## 謝罪
アメリカ合衆国下院は2012年6月18日、女性連邦議員のジュディ・チュー（全米初の中国系連邦議会議員でもある）が提出した中国人排斥法に対する公式謝罪決議案を全会一致で
可決。決議案は2011年10月にも上院で承認されている。
決議文では「米国が全ての人は生まれながらにして平等という原則の上に築かれていることに鑑み、下院はその人種を理由に一連の法律による被害を受けた華人におわびの意を表する」としている一方、賠償の認可、支持については行わない方針で、反米的な要求の解決に用いることを禁じた。
チューは採択に際し、米国華人全国委員会を通じて160余りの華人団体から請願書を受け取っており、2011年5月26日下院議員2名と共に下院に決議案を提出。審議過程では異議が出たものの、度重なる交渉の末、他の下院議員9名と共に最終的な決議案を下院司法委員会に出していた。　

## 影響

### 中国における反米感情の高揚
1902年の法改正を含め一連の出来事により、1904年から1906年にかけて中国国内で合衆国産品のボイコットが高まることとなる。一部推計によると合衆国から中国への輸出が半分以下にまで激減したという。この間中国政府は1891年、中国人排斥法の交渉中に乱暴狼藉を働いたため、ヘンリ・W・ブレア上院議員を駐中合衆国大使として受け入れることを拒否。

### 合衆国内の中国人
排斥法のみならずその後も続いた制限により、中国人共同体は萎縮を余儀無くされるが、中国からの移民の制限自体は1943年の同法廃止まで続く。法案可決に際しては公民権侵害に一致団結するも、本国の極貧状態を考えると「よりまし」と考える者も少なく無く、次第に収束を余儀無くされる。1910年から1940年にかけて、サンフランシスコ湾に浮かぶエンジェル島移民事務所は、56113名もの中国人移民のほとんどにとって法手続きの中心地であり、その30%は帰国を促された。同時に延べ175000人もの不法入国者が同島の収容所に収監。
官公庁が倒壊した1906年サンフランシスコ地震以後、中国系アメリカ人との家族的な紐帯を持った（要するに事実上の不法入国を行った）と主張する移民は多い。ただ、これらが本当かどうかを証明することは不可能である。
中国人排斥法は初めて大規模な違法人身売買をもたらしたが、当該行為は他の人種、民族集団にも広まっていった。その後、1924年移民法によりあらゆる階級の中国人移民を排除し、他のアジア系移民集団にも制限が拡大。これらの制限が20世紀半ばまに緩和するまで中国人移民は隔離生活を余儀無くされ、中華街で生き残る道を選ぶ。

### 合衆国における日本人移民の台頭
中国人排斥法は白人が直面していた問題を解決することは無かった。中国人に代わり、日本人が社会における中国人の役割を急速かつひたすらに引き受けたためである。社会の下層にとどまった中国人とは異なり、日本人の一部には事業を起こしたり、市場向け野菜栽培業者となることで、成り上がることさえ出来た者がいた。しかしながら、日本人は後に1924年移民法（排日移民法）で格好の標的となり、東アジア全体からの移民が禁じられることとなる。

## 評価

### 賛成
産業資本家が中国人労働者を低賃金に据え置いていると見なしていた労働組合を含め（世界産業労働組合を除く）、同法を支持した者は多い。

### 批判
同時期に他民族の移住が無制限であったため、反奴隷制、反帝国主義者のジョージ・フリスビー・ホアー上院議員（マサチューセッツ州選出）が中国人排斥法を「人種差別以外の何者でもない」と批判している。

## 関連文献
- Chinese Immigration Pamphlets in the California State Library. Vol. 1 | Vol. 2 | Vol. 3 | Vol. 4